# Dairoku Harada
Dairoku Harada (原田 大六, Harada Dairoku), né le 1er janvier 1917 – décédé le 27 mai 1985, est un archéologue japonais actif dans la zone de Fukuoka.

## Biographie
Le nom de Dairoku vient de ce qu'il est né au cours de la 6e année de l'ère Taishō à Itoshima dans la préfecture de Fukuoka (roku signifie « six » en japonais). Dairoku s'initie à l'archéologie alors qu'il est élève du collège d'Itoshima à Fukuoka et parcourt les sites archéologie d'Itoshima. Après l'obtention de son diplôme, Dairoku travaille dans la fabrication d'instruments de polissage. Pendant la Seconde Guerre mondiale il est conscrit et envoyé comme soldat en Chine. En 1946, il est rapatrié mais est exclu de la fonction publique (il était professeur de l'école publique) par les autorités d'Occupation du Japon parce qu'il a été membre du Kempeitai (police militaire). Après son rapatriement il devient archéologue et se nomme lui-même Hachimusai (celui qui n'a pas les huit (hachi) : une terre, une maison, de l'argent, une carrière scolaire, des documents, des livres, une femme et un emploi). À partir du printemps de 1947, il apprend l'archéologie auprès de Heijiro Nakayama, archéologue de renom vivant à Fukuoka; cette période dure neuf ans. Grâce à des enquêtes et des fouilles, Dairoku arrive à la conviction que la famille des empereurs japonais est originaire de cette région. Au début de 1950, il écrit un article intitulé L'origine du Japon; études sur le développement de la culture kofun. En 1965, il découvre le kofun de Hirabaru dont il déclare que c'est la tombe d'Amaterasu. En 1966, il écrit un autre livre, La Mythologie qui a vraiment existé. Il se joint plus tard aux fouilles d'Okinoshima dans la ville de Munakata. Il décède avant l'achèvement du musée de l'histoire d'Itokoku qui abrite son œuvre.

## Publications

### Livres
- Japan Kofun culture - Environments of Na country University of Tokyo Press, 1954 ; Réimprimé par San-ichi Shobō, 1975
- Munakata Taisha Fukuko Kiseikai, Okinoshima Investigation Report 1958.
- Munakata Taisha Fukuko Kiseikai,Another Okinoshima Invesitigation Report 1961.
- Dispute over Yamataikoku San-ichi Shobō, 1961. Réimprimé par San-ichi Shobō, 1969,  (ISBN 978-4-380-69200-0)
- Rebellion of Iwai - Ignored Hero Kawade Shobō Shinsha, 1963.
- Mythology which had existed - Excavation of Hirabaru Korun, Gakuseisha,1966 ; Réimprimé par le même éditeur, 1998,  (ISBN 978-4-311-20216-2)).
- Dispute over Yamataikoku San-ichi Shobō, 1969. (nouvelle édition, 1975)
- Excavation of Man-yo-shu by archaeology Asahi Shimbun sha, 1973.
- New Edition of the Rebellion of Iwai San-ichi Shobō, 1973.
- Man-yo-shu, Tensei Marunouchi Shuppan, 1974-1975
- The Origin of the Japanese State San-ichi Shobō, 1975-1976
- The Mirrors of Himiko Rokko Shuppan, 1977.
- Mythology of Raiun San-ichi Shobō, 1978.
- Dotaku eno chosen in 5 volumes Rokko Shuppan, 1980.
- The mysteries of Amida Bukkyouhi -Jodomon and Munakata Shrine Rokko Shuppan, 1984.
- Hirabaru Yayoi Kofun - the grave of Oohirumenomuchi Ashi Shobō, 1991
- Tragedy of Gold Seal Gakusei sha,1992,  (ISBN 978-4-311-20150-9)

### Articles
- Very old tombs of Ishigasaki, Fukuoka Kōkogaku Zasshi, 38, 4, 1952.
- Problems of Kogoishi Kōkogaku Kenkyū, 6, 3, (23), 1959.
- Problems of Yubie -  Disappearance of patterns in Mirrors Kōkogaku Kenkyū 6, 4, (24), 1959
- The chronology of Hirakata Swords Kōkogaku zasshi, 47, 2, 1961.
- The arrangement of Raizan Kogoishi Kodaigaku Kenkyū, 28, 1961.
- Reconsideration of half-sharp knives Kodaigaku Kenkyū, 34-35, 1963.
- Archaeology and History, theoretical interpretation of grounds Kōkogaku Kenkyū, 9, 4, (24), 1963.
- Problems of Hirabaru Kofun Kodaigaku Kenkyū 42-43, 1966.

## Source de la traduction
- (en) Cet article est partiellement ou en totalité issu de l’article de Wikipédia en anglais intitulé « Dairoku Harada » (voir la liste des auteurs).